# Bataille natale
Pour plus de détails, voir Fiche technique et Distribution.
Bataille natale est un téléfilm français réalisé par Anne Deluz, diffusé pour la première fois en 2006.

## Fiche technique
- Réalisation : Anne Deluz
- Scénario : Karine Angeli
- Musique : François Castello
- Production : Dominique Janne et Stéphane Moatti
- Sociétés de production : K-Star, en coproduction avec SFP et K2, et en association avec RTL-TVI et TSR
- Société de distribution : M6
- Pays d'origine :  France
- Langue originale : français
- Genre : comédie
- Format : couleurs
- Durée : 89 minutes
- Date de première diffusion : 6 décembre 2006 sur M6

## Distribution
- Olivia Bonamy : Sonia
- Arié Elmaleh : Joseph
- Julie Ferrier : Valéry
- Anémone : Françoise Darcy
- Patrick Bouchitey : Claude
- Virginie Hocq : Leïla
- Bill Bilquin : Stéphane
- Fabio Zenoni : Hervé
- David Lowe : Alistaire
- Tania Garbarski : Laurence
- Chloé Xhauflaire : Christine
- Antoine Vanden Berghe : Morin
- Julien Frison : Maxime
- Nell Geeraerd : Léa
- Luka Verlaan : Théo
- Élise Larnicol : Mme Lasage, la thérapeute